# Kristalni oscilator
Kristalni oscilator je vezje, ki deluje kot stabilen elektronski oscilator s pomočjo piezoelektričnega kristala kot elementa, ki določa frekvenco. Njegov izhod je uporaben za beleženje časa, na primer v kvarčnih urah, kjer daje stabilen urni signal za digitalna integrirana vezja, in za stabilizacijo frekvenc v radijskih oddajnikih ter sprejemnikih. Najpogosteje uporabljajo kvarčni kristal kot piezoelektrični element, zato jim pravimo kristalni. Obstajajo pa tudi druge izpeljanke, denimo s keramičnimi kristaliti.
Naprava izkorišča pojav, da kvarčni kristal rahlo spremeni obliko, kadar je izpostavljen električnemu polju, kar imenujemo obratna piezoelektričnost. Na kristal je pritrjena elektroda, skozi katero dovedemo napetost. Ko napetost izgine, se kristal elastično vrne v prvotno obliko, pri tem pa sam generira napetost. Vezje ojača izhodno napetost in jo vrne v kristal, tako da kristal ciklično spreminja obliko (oscilira) pri stabilni resonančni frekvenci, podobno kot RLC-vezje, vendar z mnogo manjšo izgubo energije ob vsakem ciklu. Kvarčni kristal nastavimo na želeno frekvenco z izbiro mase pritrjenih elektrod, orientacije kristala, temperature in drugih dejavnikov.
Komercialno dostopni kvarčni kristali so nastavljeni na frekvence od nekaj deset kilohercev do stotin megahercev. V začetku 21. stoletja sta bili na leto proizvedeni dve milijardi. Večina je vgrajenih v naprave za široko potrošnjo, kot so ročne ure, radijski sprejemniki, računalniki in prenosni telefoni, pa tudi nekatere merilne naprave, kot so razni števci, generatorji signalov in osciloskopi.